# Kaapse olifantzeerat

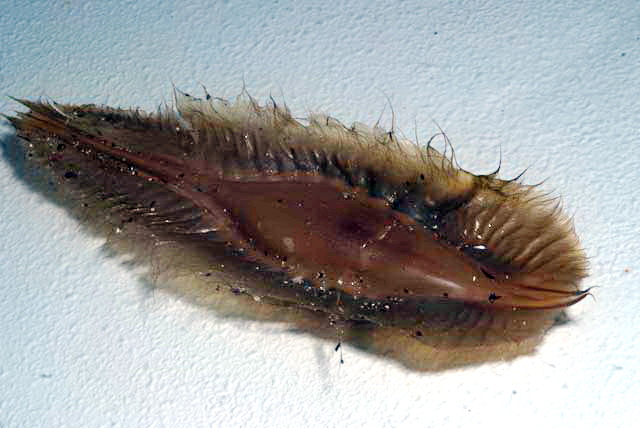
Eikapsel van een Kaapse olifantvis

De kaapse olifantzeerat of kaapse olifantvis (Callorhinchus capensis) is een vis uit de familie van ploegneusdraakvissen (Callorhinchidae) en behoort tot de orde van draakvissen (Chimaeriformes). De vis kan maximaal 122 cm lang en 5250 gram zwaar worden.

## Leefomgeving
Callorhinchus capensis is een zoutwatervis. De vis leeft in wateren in de subtropisch deel van de Atlantische Oceaan aan de kust van de Kaapprovincie. De diepteverspreiding is 10 tot 400 m onder het wateroppervlak, meestal onder de 200 m, terwijl de meeste door vissers aangelande dieren op minder dan 100 m diepte werden gevangen.

## Relatie tot de mens
Callorhinchus capensis is voor de visserij van beperkt commercieel belang. Het is geen bedreigde vissoort, hij staat als 'veilig' op de IUCN-lijst.

## Voetnoten
1. ↑  (en) Kaapse olifantzeerat op de IUCN Red List of Threatened Species.
2. ↑  Pheeha, S. & Dagit, D.D. 2006. Callorhinchus capensis. In: IUCN 2010. IUCN Red List of Threatened Species. Version 2010.1.